# Migoli
Migoli ist ein Verwaltungsbezirk (englisch Ward) des Distrikts Iringa in der tansanischen Region Iringa.

## Geografie
Migoli liegt im südlichen Hochland von Tansania etwa 70 Kilometer nördlich der Regionshauptstadt Iringa. Das wichtigste Gewässer ist der Ruaha mit dem Mtera-Stausee. Der Bezirk grenzt im Norden an die Region Dodoma, im Südosten an Malengamakali, im Südwesten an Izazi. Bei der Volkszählung 2022 lebten 15.139 Menschen in 4046 Haushalten auf einer Fläche von 639 Quadratkilometern.

## Gliederung
Der Bezirk besteht aus sechs Gemeinden (swahili Mtaa) mit 29 Orten (Kitongoji):
| Migoli - Nyerere - Migoli - Mbuyuni - Nyegele | Mtera - Mtera - Makonge - Majengo - Mtaa wa Kati - Kenya - Mwanyengo | Makatapola - Makatapola A - Makatapola B - Chapuya - Mtundwa - Bomalang’ombe | Mbweleli - Quba - Sinza - Chekechea - Mbweleli - Chamazala | Kinyali - Kinyali A - Kinyali B - Ladwa - Sweco - Mkombozi | Maperamengi - Kichangani - Mlazo - Bandali - Majengo |

## Wirtschaft und Infrastruktur
- Fischerei: Der Bezirk ist der wichtigste Fischproduzent der Region. Im Jahr 2012 fingen 1000 Fischer rund 2000 Tonnen Fisch.[8]
- Bildung: Im Bezirk liegen zwei weiterführende Schulen.[9] Die Nyerere-Migoli Secondary School ist eine staatliche Tages- und Internatsschule mit einer Ausbildung bis zur 6. Stufe,[10] die Mtera Secondary School ist eine von der lutherischen Kirche geführte Internatsschule mit einer Ausbildung ebenfalls bis zur 6. Stufe.[11]
- Gesundheit: In der Gemeinde Migoli gibt es zwei Gesundheitszentren, ein öffentliches[12] und ein von der römisch-katholischen Kirche geführtes.[13] Außerdem gibt es Apotheken in Migoli,[14] Makatapora,[15] Kinyali[16] und Maperamengi.[17]